# Bakkagerði
Bakkagerði (zwana też Borgarfjörður eystri) – miejscowość we wschodniej Islandii, nad fjordem Borgarfjörður eystri. Wchodzi w skład gminy Múlaþing (do 2020 roku tworzyła gminę Borgarfjarðarhreppur), w regionie Austurland. Z drogą krajową nr 1 w okolicach Egilsstaðir łączy ją droga nr 94. W 2021 zamieszkiwało ją 98 osób. 